# Уремович, Филип
Филип Уремович (хорв. Filip Uremović; род. 11 февраля 1997, Пожега) — хорватский футболист, защитник клуба «Герта», игрок сборной Хорватии.

## Клубная карьера
На юношеском уровне выступал за «Папук» Велика, затем — за «Цибалию» Винковци. Во второй половине сезона 2015/16 провёл 9 матчей за основную команду «Цибалии». В июле 2016 подписал контракт с «Динамо» Загреб и сразу был отдан обратно в аренду. Провёл три матча и с сентября выступал за вторую команду «Динамо». В январе 2018 перешёл в словенскую «Олимпию» Любляна, в составе которой стал чемпионом и обладателем Кубка Словении. 4 июня 2018 подписал контракт с российским клубом «Рубин» Казань. В чемпионате России дебютировал 29 июля в домашнем матче первого тура против «Краснодара» (2:1). В марте 2022 года после приостановки контракта перешёл в английский «Шеффилд Юнайтед».
31 мая 2022 года Уремович бесплатно перешел из «Рубина» в «Герту»: хорватский защитник подписал с берлинским клубом контракт до 2026 года.

## Карьера в сборной
Участник молодёжного чемпионата Европы по футболу 2019 в составе молодёжной сборной Хорватии.
За основную сборную дебютировал 8 сентября 2020 года в матче Лиги наций против сборной Франции (2:4). Появился на поле в стартовом составе и был заменён на 57 минуте.